# François Rollier
Pour les articles homonymes, voir Rollier (homonymie).
François Rollier, né à Paris le 20 février 1915 et mort le 22 juin 1992 dans la même ville, est un avocat et chef d'entreprise français.

## Biographie
Avocat, docteur en droit, diplômé d'études supérieures de droit privé et de droit public à la faculté de droit de Paris, François Rollier a rejoint la société Michelin le 16 octobre 1956. Cogérant de la Compagnie générale des établissements Michelin de juin 1966 à juin 1991, il a été aussi cogérant de la Manufacture française des pneumatiques Michelin. Le 24 juin 1970, il a été nommé administrateur et vice-président de Citroën. En janvier 1971, il en devient PDG, poste qu'il occupera jusqu'en 1974. Par la suite, il est nommé membre du conseil de surveillance de Peugeot SA. Il a assumé, de 1984 à 1990, la présidence de la société Siparex. 
Il fut cogérant de l'entreprise Michelin de 1966 à 1991 aux côtés de son cousin-germain François Michelin (et René Zingraff à partir de 1986), il est le père de Michel Rollier ancien gérant de Michelin, et de Philippe Rollier, ancien directeur général adjoint du groupe Lafarge, ancien CEO de Lafarge North America. Lors de son départ de l'entreprise en 1991, il fut remplacé par Édouard Michelin (1963-2006).